# 藤本那菜
藤本 那菜 (ふじもと なな、1989年3月3日 -)は、日本の女子アイスホッケー選手。ポジションはゴールキーパー。デンソー北海道所属。クラブチームはボルテックス札幌。妹の藤本奈千もアイスホッケー選手。北海道札幌市豊平区出身。冬季オリンピック3大会（2014年ソチ、2018年平昌、2022年北京）日本代表選手。

## 経歴
6歳よりアイスホッケーを始め、高校生時の2007年にアイスホッケー女子日本代表に選出される。アルマトイ冬季アジア大会、世界選手権、バンクーバーオリンピック予選などに出場した。
札幌大谷高等学校卒業。
2012年、札幌学院大学に進学する。また、この年発足したアイスホッケーチーム・ボルテックス札幌に加入した。同年夏、日本代表に復帰し、2013年2月にスロバキアのポプラトで行われたソチオリンピック予選では控え選手としてメンバー入りを果たした。
2014年2月のソチオリンピックでは正選手となり、全試合で先発出場した。
2015年3月の世界選手権も全試合に出場し、予選リーグ2勝と残留決定戦の勝利に貢献。セーブ率93.75パーセントを記録し、日本人選手として世界選手権トップディヴィジョンで史上初の個人賞となるベストGKを受賞した。
2015年6月、デンソー北海道への入社が決まる。
2015年7月、北米プロリーグNWHLのトライアウトに合格し、ニューヨーク・リベターズと契約した。
2018年2月に開催された平昌オリンピックと2022年北京オリンピックでは日本代表のゴールキーパーを務める。